# 東島 (東京都)
東島（ひがしじま）は東京都小笠原村にある島。

## 概要
東島は小笠原群島の父島列島にある無人島である。
ユネスコの世界遺産（自然遺産）に登録されている小笠原諸島の構成資産のひとつ。
- 東島と周辺の岩礁等（英語: Higashijima and peripheral reefs）、世界遺産登録ID 1362-009[1]。

- 西側から東島を撮影（小笠原村）